# Antiguo ayuntamiento de Hong Kong
El Antiguo ayuntamiento de Hong Kong, que existió desde 1869 hasta 1933, fue la primera estructura de este tipo en Hong Kong. Su función difería de la de un ayuntamiento en que se usaba únicamente para fines comunitarios y no albergaba oficinas gubernamentales. Ocupó el lugar del edificio de la sede de HSBC Hong Kong (en parte) y el edificio del Banco de China. Fue diseñado por el arquitecto francés Achille-Antoine Hermitte y fue inaugurado por el príncipe Alfredo, duque de Edimburgo, en una ceremonia el 28 de junio de 1869.

## Diseño y función

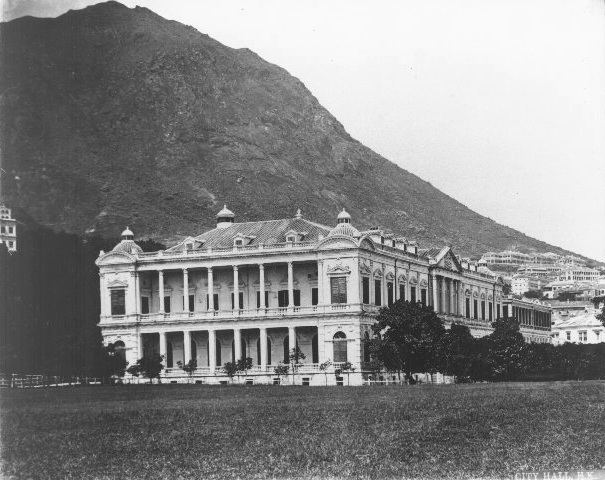
Ayuntamiento c.1875, vista oblicua de la fachada este

Se construyó en terrenos del Gobierno y para su construcción, que comenzó en 1866, se recaudaron fondos de las suscripciones públicas. La sala de dos pisos fue diseñada por M e A. Hermite, un arquitecto francés, en un estilo renacentista, con cúpulas, columnatas y arcos. Las instalaciones disponibles para uso de la comunidad local incluían un teatro, una biblioteca, un museo y salas de reuniones. Una fuente, Dent's Fountain, patrocinada por Dent & Co., estaba ubicada en el frente (lado sur) del Salón. El edificio fue inaugurado por SAR el Príncipe Alfredo, Duque de Edimburgo el 2 de noviembre de 1869 en su visita a la colonia.
El terreno fue adquirido por el Banco de Hong Kong en 1933 para su sede de tercera generación, por lo que se derribó la parte occidental del Ayuntamiento. La parte restante fue demolida en 1947 para dar paso al edificio del Banco de China.

## Salón
El Salón albergaba el Theatre Royal, un espacio de actuación de 569 asientos que albergaba una serie de representaciones teatrales de aficionados y profesionales para los residentes de la colonia. El teatro fue renovado en 1903 para mejorar la función y la acústica.